# او-۲۶۴
زیردریایی یو-۲۶۴ (به انگلیسی: German submarine U-264) یک زیردریایی بود که طول آن ۶۷٫۱ متر (۲۲۰ فوت ۲ اینچ) بود. این زیردریایی در سال ۱۹۴۲ ساخته شد.